# Diane Williams
Diane Williams (Chicago, 14 de dezembro de 1960) é uma ex-velocista norte-americana, especialista nos 100 m rasos. Foi campeã mundial do revezamento 4x100 m no Campeonato Mundial de Atletismo de 1987, em  Roma, junto com Alice Brown, Florence Griffith-Joyner e Pam Marshall. Também ganhou uma medalha de prata nos 100 m rasos nos Jogos Pan-americanos de 1987, em Indianápolis.
Ela se classificou para disputar os Jogos Olímpicos de Moscou 1980, mas foi impedida de participar pelo boicote dos Estados Unidos àqueles Jogos. Em 2007 ela recebeu uma das 461 Medalhas de Ouro do Congresso criadas especialmente e outorgadas aos atletas boicotados em 1980.